# Curtis Cokes
Curtis Cokes (Dallas, 15 giugno 1937 – Dallas, 29 maggio 2020) è stato un pugile e allenatore di pugilato statunitense.
La International Boxing Hall of Fame lo ha riconosciuto fra i più grandi pugili di ogni tempo.

## Carriera
Pugile afroamericano, divenne professionista nel 1958, nei pesi welter. Perse l'imbattibilità al 12º match, il 27 aprile 1959, dai pugni del connazionale Manuel González, che aveva già battuto due volte, sempre con  verdetto ai punti. Nel 1961 combatté due volte contro il cubano Luis Manuel Rodríguez, futuro campione del mondo, vincendo il primo match con verdetto contrastato e perdendo il secondo, con decisione unanime. Tra i due match ottenne una nuova vittoria ai punti con Manuel González.
Combatté quindi nella categoria dei superwelter con alterni risultati. Batté ai punti lo sfidante al titolo mondiale Tony Montano ma perse da Eddie Pace, anch'egli futuro sfidante al titolo. Il 23 aprile 1965, combatté per la prima volta fuori dal Nordamerica, al Palazzo dello Sport di Roma, nel sottoclou del match mondiale Burruni-Kingpetch, contro il campione europeo dei welter Fortunato Manca. Cokes si affermò ai punti in 10 riprese. Il 6 luglio 1966, a New Orleans, batté nuovamente, per knock-out tecnico al 15º round, il cubano Rodríguez che, nel frattempo, aveva conquistato e perduto il titolo mondiale dei welter con Emile Griffith.
Nel corso del 1966 il titolo mondiale era stato lasciato vacante da Griffith, essendosi questi appropriato di quello della superiore categoria dei pesi medi. Fu quindi allestito un match per l'attribuzione del titolo vacante dei welter tra Curtis Cokes e il suo eterno rivale Manuel González, che era stato l'ultimo sfidante di Griffith al limite dei kg 66,7. Il 24 agosto 1966, ancora sul ring di New Orleans, Curtis Cokes divenne Campione del mondo dei pesi welter, battendo il suo avversario ai punti.
Cokes difese vittoriosamente cinque volte la cintura mondiale, nell'arco di quasi tre anni. Il 28 novembre 1966 batté ai punti, a Dallas, con decisione unanime, il nuovo campione europeo Jean Josselin. Il 19 maggio 1967, sempre a Dallas, batté ai punti l'altro francese François Pavilla che, a Parigi, gli aveva strappato un pari, in un match non valido per il titolo.
Dopo una nuova vittoria ai punti, a Parigi, su Josselin, senza titolo in palio, Curtis Cokes respinse l'assalto del sudafricano Willie Ludick, a Dallas, costringendolo al Kot al quinto round. Il 21 ottobre 1968, a New Orleans, batté ai punti l'argentino Ramon La Cruz.
Ormai trentaduenne, il 18 aprile 1969, a Inglewood, affrontò il temibile messicano di origine cubana José Nápoles, uno dei più forti pesi welter di tutti i tempi. Costretto all'abbandono alla tredicesima ripresa, Cokes consegnò la cintura mondiale nei guantoni dell'avversario. Fu sconfitto dal messicano anche nella rivincita, il 29 giugno successivo alla Plaza de toros monumental di Città del Messico, alla decima ripresa, ancora per abbandono.
Dopo di ciò, Cokes combatté ancora 11 match, gli ultimi tre in Sudafrica. Si è ritirato nell'ottobre 1972, dopo aver combattuto 80 incontri, di cui 62 vinti, 14 persi e 4 pari.